# Orient Group
 (février 2024).
Si vous disposez d'ouvrages ou d'articles de référence ou si vous connaissez des sites web de qualité traitant du thème abordé ici, merci de compléter l'article en donnant les références utiles à sa vérifiabilité et en les liant à la section « Notes et références ».
Orient Group (chinois simplifié : 东方集团股份有限公司 ; chinois traditionnel : 東方集團股份有限公司 ; pinyin : Dōngfāng jítuán gǔfèn yǒuxiàngōngsī ; litt. « Société anonyme du Groupe Orient ») est une entreprise chinoise aux multiples activités telles que la finance, l'immobilier et le transport.